# Sakyol
Sakyol ist ein Dorf im Landkreis Çemişgezek der türkischen Provinz Tunceli. Im Jahre 2011 lebten in Sakyol 56 Menschen.